# Marabut
Marabut (Bayan ng Marabut) är en kommun i Filippinerna. Kommunen tillhör provinsen Samar och ligger på ön med samma namn. Folkmängden uppgår till 12 335 invånare.

## Barangayer
Marabut är indelat i 24 barangayer.
| - Amambucale - Caluwayan - Canyoyo - Ferreras - Legaspi - Logero - Osmeña - Pinalanga - Pinamitinan (Pob.) - Catato Pob. (Dist. I) - San Roque - Santo Niño Pob. (Dist. II) | - Tagalag - Tinabanan - Amantillo - Binukyahan - Lipata - Mabuhay - Malobago - Odoc - Panan-awan - Roño - Santa Rita - Veloso |